# Хомустах (Хомустаський наслег)
Хомустах (рос. Хомустах) — село Верхньовілюйського улусу, Республіки Саха Росії. Входить до складу Хомустаського наслегу.
Населення — 194 особи (2015 рік).